# Sign o' the Times
Pour les articles homonymes, voir Sign of the Times.
Albums de Prince
Parade
(1985) Lovesexy
(1988)
Sign o' the Times (stylisée Sign "☮" The Times) est le neuvième album de Prince, publié le 31 mars 1987 sous Paisley Park Records. C'est le premier projet solo de Prince depuis la dissolution inattendue de The Revolution en 1986, peu de mois après la publication de Parade. Il se hissera à la 6e place du Billboard 200 et ses singles Sign o' the Times et U Got the Look seront rapidement dans les cinq premiers du Hot 100.
Ce double album est, en fait, une composition des trois projets de 1986, regroupant des enregistrements avec The Revolution. La plupart des chansons provenaient du projet initial intitulé Dream Factory puis quelques éléments d'un second projet solo baptisé Camille. Projets qui ne verront jamais le jour contrairement à Crystal Ball des années plus tard.
Ces projets et quelques autres chansons furent fusionnés en 22 titres, pour un album qui contenait trois disques et s'intitulait Crystal Ball. Warner Bros. Records s'opposa sèchement à l'idée d'un album contenant trois vinyles, crainte probablement due aux performances moyennes de l'album Parade et surtout du fiasco de son second film Under the Cherry Moon.
Le quotidien américain The Times l'a classé 29e meilleur album de tous les temps. En 2003, le magazine Rolling Stone l'a classé 93e de ses 500 plus grands albums de tous les temps. Il  est enfin cité dans l'ouvrage de référence de Robert Dimery 1001 albums qu'il faut avoir écoutés dans sa vie.

## Genèse
En fait, la période allant de mars 1986, lorsqu’il s’est lancé dans le projet Dream Factory, jusqu’à la fin de l’année, lorsqu’il a terminé l’album phare Sign O’The Times, constitue sans doute le sommet de la carrière de Prince. Non seulement il était concentré, mais il était dans une mesure qui serait rarement le cas pendant sa période de pleine maturité de 1990 à 2000, davantage préoccupé par l’art que par le succès commercial. Divers affluents se déversaient dans la rivière de créativité de Prince. Depuis plusieurs années, il encourage ses amis et associés à l’exposer à des formes musicales en dehors de son vocabulaire funk-pop, y compris le jazz et le rock psychédélique. Il avait exploré avec enthousiasme de tels styles, quoiqu’avec des résultats mitigés, sur ses deux derniers albums. Mais maintenant que Prince avait assimilé la plupart de ce qui l’intéressait, ses excursions dans différents genres devinrent plus assurées, son expérimentation plus naturelle. Il avait toujours eu confiance en sa capacité d’intégrer de nouvelles idées dans son esprit, ce n’était qu’un pas entre écouter Miles Davis et composer avec lui, mais maintenant, l’influence de précurseurs comme Miles et les Beatles a commencé à affecter sa musique d’une manière qui sonnait moins tendue et plus organique. 
Comme le matériel de Around The World In A Day et Parade, les enregistrements de Prince de l’automne 1986 intègrent de nouvelles approches, la coupe funky, le groove « Hot Thing » a utilisé un clavier à embellissement récurrent qui sonnait à la fois psychédélique et moyen-oriental, tandis que le Rock « I Could Never Take The Place Of Your Man» a fait écho à la pop des années 60. Pourtant, cette musique était sans équivoque de Prince. Il porte ses marques de minimalisme et de tension non résolue. Il est également devenu encore plus habile à utiliser le studio d’enregistrement comme un instrument en soi, et parfois de nouveaux sons et textures ont émergé dans le studio par hasard, comme il s’est avéré prêt à suivre là où les « erreurs » qu’il commettait.

## Enregistrement
Deux des chansons de l'album ont d'abord été enregistrées en 1982: Strange Relationship et I Could Never Take the Place of Your Man. Prince a effectué un travail supplémentaire sur l'ensemble des deux morceaux pour les placer sur le projet Dream Factory et Wendy and Lisa étaient impliquées au départ. Lorsque le projet fut annulée, Strange Relationship fut encore retenu et remis à jour pour l'autre projet Camille. Les autres pistes ont été enregistrées entre mars et décembre 1986.
Pour la tournée européenne du même nom et les prestations en live, Prince décide alors de garder Dr Fink auprès de lui et réunit autour d'eux, des membres du groupe Madhouse, Levi Seacer Jr (futur pilier des NPG) et Miko Weaver aux guitares, Eric Leeds et Atlanta Bliss aux cuivres et enfin Sheila E., complice de longue date du chanteur, à la batterie et aux percussions.
« The Ballad Of Dorothy Parker », la première chanson enregistrée dans son nouveau home studio, a obtenu un son dominé milieu de gamme par un problème technique. Pendant que Prince et l’ingénieur Susan Rogers travaillaient, une tempête de neige a causé une panne de courant. Lorsque les lumières se rallièrent et que le travail reprit, les enregistrements semblèrent ternes et troubles à Rogers ; Prince, en transe créative, ne remarqua rien, et Rogers hésita à interrompre la séance. Mais lorsqu’elle a vérifié l’équipement après qu’il se soit couché, Rogers a constaté que, à la suite de la panne de courant, la table d’harmonie fonctionnait à la moitié de la puissance recommandée, privant « Dorothy Parker » de son haut de gamme et donnant à la chanson une sensation distante et tamisée. Apprenant le problème le lendemain, Prince le traita comme un heureux hasard, décidant que le son décalé ajoutait du caractère. 
Plus tard, à Sunset Sound lors de l’enregistrement du numéro de funk avant-gardiste "If I Was Your Girlfriend", Rogers a commis une rare erreur technique qui a causé la voix de Prince à déformer sur certains mots. « Je pensais qu’il allait m’arracher la tête », se souvient Rogers. Mais quand Prince est entré dans la cabine de contrôle pour entendre l’enregistrement, il semblait aimer l’effet, qui est présent sur la version publiée. La chanson deviendrait une autre chanson mémorable dans Sign O’The Times, 
Un autre accident de studio a donné naissance à « Forever In My Life », une ballade composée de plusieurs versions de voix, d’un motif de percussion composé sur le Linn LM-1 et de touches de guitare acoustique. Avant de chanter, Prince demanda à Rogers de mettre en sourdine sa voix de soutien précédemment enregistrée ; à la lecture, il était évident qu’il avait commencé tard et que sa voix principale était donc en retard sur le reste de la musique. Encore une fois, Prince a trouvé les résultats de la bourde percutant. 
Après avoir abandonné le concept Dream Factory, Camille et le refus de Warner Bros de publier Crystal Ball trop ambitieux, Prince a perdu tout intérêt pour commencer le montage en deux albums. Il a d'abord mis au rebut la longue chanson-titre, qui a occupé près de la moitié d’un côté de l’album. Clare et Brett Fischer, après y avoir mis tant d’efforts, ont été déçus d’apprendre que la chanson pourrait ne jamais sortir. Prince a également écarté des titres forts comme « Good Love », une chanson pop exubérante qui utilisait la technique vocale de « Camille » et « Joy In Repetition », une ballade hypnotique qui montrait l’influence de Kate Bush et de Peter Gabriel. 

## Liste des titres
| 1. | Sign o' the Times                                           | 5:02 |
| 2. | Play in the Sunshine                                        | 5:05 |
| 3. | Housequake                                                  | 4:38 |
| 4. | The Ballad of Dorothy Parker                                | 4:04 |
| 5. | It                                                          | 5:10 |
| 6. | Starfish and Coffee (Paroles de Prince et Susannah Melvoin) | 2:51 |
| 7. | Slow Love (Paroles de Prince et Carole Davis)               | 4:18 |
| 8. | Hot Thing                                                   | 5:39 |
| 9. | Forever in my Life                                          | 3:38 |

| 10. | U Got the Look                                                               | 3:58 |
| 11. | If I Was Your Girlfriend                                                     | 4:54 |
| 12. | Strange Relationship                                                         | 4:04 |
| 13. | I Could Never Take the Place of Your Man                                     | 6:31 |
| 14. | The Cross                                                                    | 4:46 |
| 15. | It's Gonna Be a Beautiful Night (Musique de Prince, Doctor Fink, Eric Leeds) | 8:59 |
| 16. | Adore                                                                        | 6:29 |

## Personnel
- Prince : chants, instruments, production, arrangements.
- Atlanta Bliss : trompette.
- Lisa Coleman : chœurs sur Slow Love, sitar et flûte traversière sur Strange Relationship.
- Sheila E. : batterie et percussions sur U Got the Look, batterie sur It's Gonna Be a Beautiful Night.
- Sheena Easton : chants sur U Got the Look.
- Clare Fischer : arrangement de cordes sur Slow Love.
- Eric Leeds : saxophone.
- Wendy Melvoin : guitare et chœurs sur Slow Love, tambourin et conga sur Strange Relationship.
- Jill Jones : chants sur It's Gonna Be a Beautiful Night.
- The Revolution : Prestation sur It's Gonna Be a Beautiful Night.
- Miko Weaver : guitare solo sur It's Gonna Be a Beautiful Night.

## Promotion
Après avoir été forcé de réduire Crystal Ball à un double album, Prince l’a rebaptisé Sign O’The Times. La couverture impressionnante montre un fond encombré de débris, la plupart d’entre eux avec une couleur pêche pâle, d’équipement musical minable, de fleurs flétrissantes, de jouets cassés, et de faux-néon affiche « filles, filles, filles », « arcade » et d’autres diversions. À l’extrême droite, au premier plan, on voit une image floue de la moitié du visage de Prince. Contrairement à la plupart des pochettes d’album de Prince avant et après, qui manquent généralement de subtilité ou de sous-entendus, celle-ci a suggéré un sens plus large ; la couverture et le titre ont indiqué une intention d’aborder la décroissance urbaine et les divisions de classe de l’ère Reagan. 
Le premier single, « Sign O’ The Times », abordait en effet des questions sociales et politiques, faisant référence à l’explosion de la navette spatiale Challenger, à la propagation du sida et au programme de défense antimissile « Star Wars » de Reagan. Cette chanson brillante est devenue un autre exemple de la capacité de Prince à mélanger l’art et le mercantilisme. Chanté ombreusement dans son registre inférieur, « Sign O’ The Times » sonnait modérément, presque retiré, mais hérissé d’une tension et d’une angoisse sous-jacentes. Beaucoup plus dure que la plupart des chansons du Top 40, elle a néanmoins atteint la 3ème place sur le Billboard Pop Singles Chart, un début de bon augure pour le projet. 
Malgré la déception de Prince de devoir couper Crystal Ball, Sign O' The Times a été salué, pour l’essentiel, comme l’apothéose qu’il avait voulu que son triple album fût. La réaction critique a été presque uniformément positive, car il a été comparé à des doubles albums chefs-d’œuvre comme « Exile On Main Street » des Rolling Stones et à l’album blanc des Beatles. « Cet homme est vraiment un génie », a écrit Ted Mico dans Melody Maker. « Il y a des relents de Temptations, des tranches d’Isaac Hayes, des traces de Sly Stone, même des empreintes de Robert Palmer. » Le magazine Q a salué la « sophistication et les influences » de Prince et l’a félicité pour avoir créé un « air de funk... qui tranche directement dans l’intestin blanc et doux de la pop. » 
Malgré les éloges critiques pour l’album et le succès du premier single, les ventes ont commencé à diminuer assez rapidement après une première vague d’achats par les fans sérieux. Sign O’ The Times grimpe au 6ème rang du palmarès, mais il coule assez rapidement (il se vend finalement à environ 3,2 millions d’exemplaires, dont la moitié à l’étranger, où sa popularité ne cesse de croître). Une erreur majeure qui a accéléré cette tendance a été la sélection par Prince du deuxième single décontracté « If I Was Your Girlfriend » ; la chanson s’est avérée tout simplement trop originale pour la radio. 

## Classements
| Classement (1987)                | Meilleure position |
| -------------------------------- | ------------------ |
| Allemagne (Media Control AG)     | 11                 |
| Autriche (Ö3 Austria Top 40)     | 2                  |
| Australie (Kent Music Report)    | 20                 |
| Canada (100 Albums)              | 25                 |
| États-Unis (Billboard 200)       | 6                  |
| États-Unis (Top Black Albums)    | 4                  |
| Europe (European Hot 100 Albums) | 4                  |
| Norvège (VG-lista)               | 3                  |
| Nouvelle-Zélande (RIANZ)         | 6                  |
| Pays-Bas (Mega Album Top 100)    | 2                  |
| Royaume-Uni (UK Albums Chart)    | 4                  |
| Suède (Sverigetopplistan)        | 6                  |
| Suisse (Schweizer Hitparade)     | 1                  |

| Classement (2016)            | Meilleure position |
| ---------------------------- | ------------------ |
| Allemagne (Media Control AG) | 61                 |
| Australie (ARIA)             | 20                 |
| Autriche (Ö3 Austria Top 40) | 43                 |
| Danemark (Tracklisten)       | 35                 |
| États-Unis (Billboard 200)   | 20                 |
| France (SNEP)                | 61                 |
| Italie (FIMI)                | 71                 |
| Norvège (VG-lista)           | 23                 |
| Nouvelle-Zélande (RIANZ)     | 18                 |
| Suisse (Schweizer Hitparade) | 19                 |

| Classement (1987)             | Position |
| ----------------------------- | -------- |
| États-Unis (Billboard 200)    | 47       |
| États-Unis (Top Black Albums) | 25       |
| Pays-Bas (Mega Album Top 100) | 6        |
| Suisse (Schweizer Hitparade)  | 6        |

## Certifications
| Pays              | Certification | Ventes    |
| ----------------- | ------------- | --------- |
| Allemagne (BVMI)  | Or            | 250 000   |
| Australie (ARIA)  | Or            | 35 000    |
| États-Unis (RIAA) | Platine       | 1 000 000 |
| France (SNEP)     | 2 × Or        | 280 500   |
| Pays-Bas (NVPI)   | Platine       | 100 000   |
| Royaume-Uni (BPI) | Platine       | 300 000   |
| Suisse            | Or            | 25 000    |

## Analyse
Les éléments expérimentaux avec lesquels il était aux prises depuis Around The World In A Day se sont parfaitement développés sur l’album, et de nombreux nouveaux classiques de Prince ont émergé, comme les titre « Hot Thing », « Adore ». « I Could Never Take The Place Of Your Man. » et « Housequake ». L’album dans son ensemble ne s’est pas avéré être une œuvre de commentaires sociaux suggérés par la chanson-titre ; au lieu de cela, Sign O' The Times était un album très décalé. Seul « The Cross », morceau brut à la guitare, est revenu au thème de la misère urbaine abordé dans « Sign O’ The Times ». Généralement, les paroles de l’album couvraient des sujets familiers à Prince tout en leur donnant parfois une tournure idiosyncrasique ; 
« If I Was Your Girlfriend » constitue peut-être son exploration la plus pénétrante de la confusion entre les sexes, et « The Ballad Of Dorothy Parker » est un discours d’infidélité sournois qui rappelle l’esprit des Beatles dans « Norwegian Wood ». Plusieurs des chansons utilisent la technique vocale accélérée de Prince, y compris « If I Was Your Girlfriend », « Housequake », et un duo rock-funk avec Sheena Easton, « U Got The Look ». Ces interprétations vocales figuraient dans le projet de doublure attribuées à « Camille ». (Parmi les titres initialement prévus pour l’album de Camille, un puissant numéro de rock appelé « Rebirth Of The Flesh », demeure parmi les inédits de Prince, les autres ayant été retrouvés sur Sign O’The Times ou ailleurs.) 
Tout compte fait, l’album a eu un impact époustouflant. Si Around The World In A Day et Parade avait établi Prince comme cette rare superstar de la pop qui vise la croissance artistique comme plus importante que les considérations commerciales, Sign O’The Times l’a confirmé comme la seule figure aventureuse de la décennie. Et sa réputation ne ferait que croître, car il est apparu sur de nombreux best-of de la décennie en 1999 et en 2000. 
Le triomphe du Sign est dû à de nombreux facteurs, dont sa concentration et son dynamisme, à la sortie de Wendy et Lisa, sa facilité avec les technologies musicales comme le Linn LM-1, ainsi que les nombreuses influences nouvelles que Prince avait assimilées si rapidement. « À mes oreilles, le meilleur en la matière, il semblait être l’aboutissement artistique de toutes les choses auxquelles il avait été exposé et absorbé par Wendy, Lisa, Sheila et Eric (Leeds) au cours des deux années précédentes », a déclaré Alan Leeds. « Il a montré une croissance et une maturité musicales, tout en revenant à ses racines de R&B comme aucun disque depuis 1999. » 
Curieusement, Prince n’était pas tout à fait conscient que le monde de la musique sentît qu’il avait livré un chef-d’œuvre. Pour lui, Sign O’The Times avait toujours un problème majeur, simplement parce que ce n’était pas Crystal Ball. Son enthousiasme pour l’album a été dilué dès le début, et par conséquent la campagne promotionnelle a été moins efficace qu’elle aurait pu l’être. 